# Erdanker
Erdanker, auch Baumanker oder Schraubanker, dienen als Anschlagpunkt am Boden zur Aufnahme von Zug-Lasten, beispielsweise  zum Abspannen von Masten, zur Bergung von Fahrzeugen, Bewegen von Lasten im Gelände, zum Verspannen von Slackleinen oder Seilbrücken, oder in der Landwirtschaft (Hopfenbau, Weinbau, Sichern von neu gepflanzten oder gebrechlichen Bäumen). In kleinerer Ausführung werden sie zum Abspannen von Zelten und Planen verwendet.

## Schlaganker
Schlaganker sind einfache Stangen, einerseits typischerweise spitz und allfällig mit gewissen Widerhaken, am anderen Ende mit Befestigungsmöglichkeit, etwa Ösen, Haken oder Winkel. Sie werden direkt ins Erdreich getrieben und eignen sich für harte, steinige Böden. Typischerweise sind sie auch für langfristige Konstruktionen, sie können ohne Werkzeug – und wenn sie Widerhaken haben, nur mit großem Aufwand – wieder abgebaut werden.

## Erdanker geschraubt

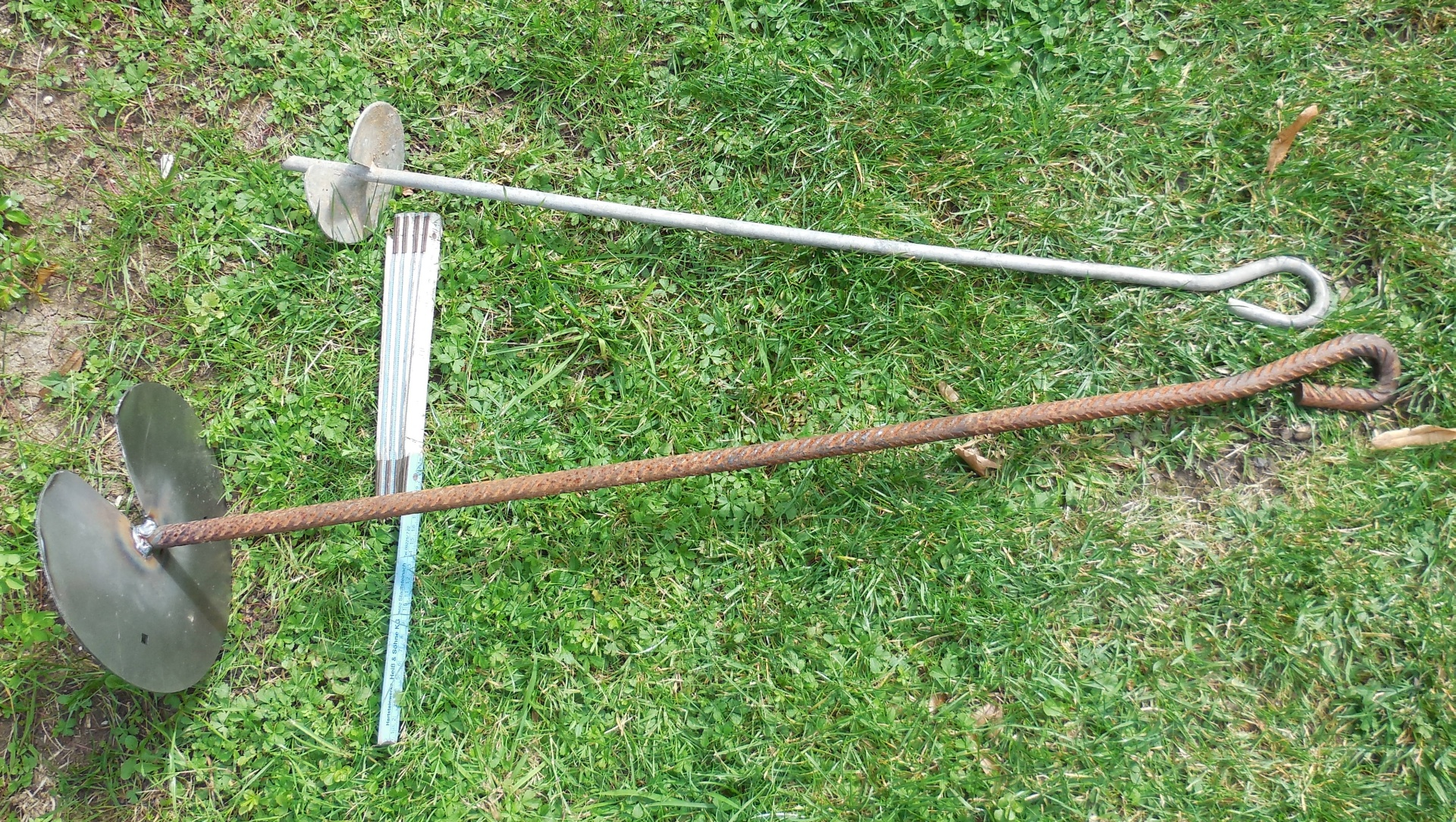
Erdanker geschraubt
a) 80 cm × 12 mm mit 12-cm-Scheibe
b) 100 cm × 16 mm mit 22-cm-Scheibe

Solche Anker werden wie Erdschrauben in den Boden geschraubt, bis nur noch die Öse zu sehen ist. Die erreichbare Festigkeit ist umso größer, je tiefer die Scheibe eingedreht wird, je breiter das Gewinde ist, je fester der Boden ist, und wenn sie in Zugrichtung sitzen. Sie sind nicht geeignet für felsigen oder mit großen Steinen durchsetzten oder für lose aufgeschütteten, nicht verfestigten Boden. Es gibt Typen mit Scheibe (für feine, gleichmäßig bindige Böden), mit Gewinde (für lehmige und kiesige Böden) und solche, die in sich spiralförmig sind (für lockerere Böden).

## Erdanker genagelt

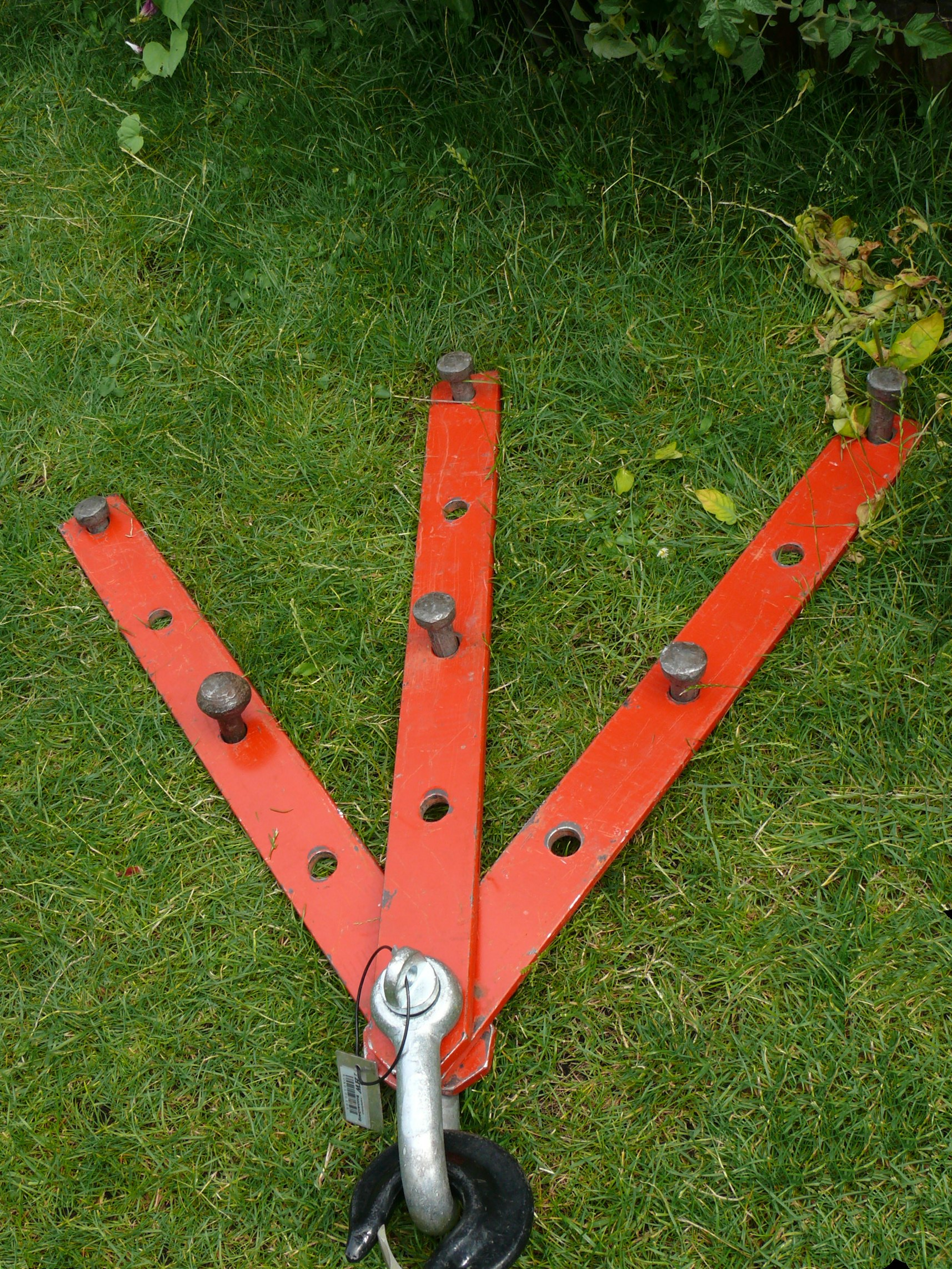
Erdanker als „V“ genagelt

Rettungsorganisationen (Technisches Hilfswerk, Feuerwehr etc.) verwenden als „fliegenden“ Anschlagpunkt eine gelochte Stahlschiene, die mit Erdnägeln am Boden befestigt wird. Dabei werden die Erdnägel 20° zur Zugrichtung hin geneigt eingeschlagen, um optimale Festigkeit zu erreichen.

## Totmannanker

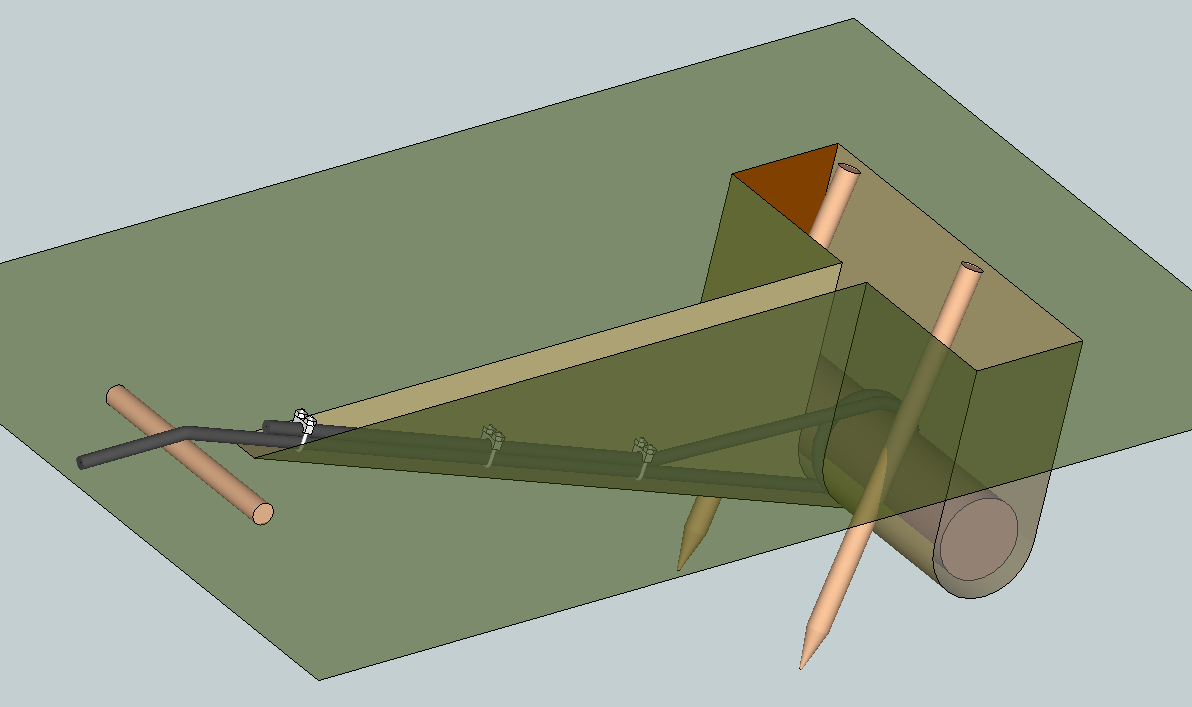
Totmannanker

Behelfsanker: Ein Balken wird quer zur Zugrichtung im Boden vergraben. Das Zugseil wird mittig um den Balken geschlungen und auf den ersten Metern im Boden versenkt.